# X (друштвена мрежа)
 (транскр.  Екс или Икс), чешће познат по свом претходном називу Twitter (транскр.  Твитер), бесплатна је онлајн друштвена мрежа и микроблог услуга која омогућава својим корисницима да шаљу своје и читају туђе микротекстуалне уносе, тзв. твитове.
Регистровани корисници могу да читају и шаљу своје твитове, док их они који нису регистровани ће морати да се региструју. Корисници могу да приступају сервису путем веб-странице, СМС-а или мобилних апликација. Компанија Твитер Инк. се налази у граду Сан Франциско и има преко 25 пословница широм света.
Twitter је направљен у марту 2006. године, а страница је почела са радом у јулу 2006. године. Сервис је брзо стекао међународну популарност са више од 100 милиона корисника, који су у 2012. години објављивали више од 340 милиона твитова дневно. Сервис је такође обрађивао преко 1,6 милијарди претраживања дневно. У 2013. години, Twitter је био једна од 10 највише посећених страница на интернету и често је описиван као СМС интернет. Према подацима из децембра 2014. године, Twitter има више од 500 милиона корисника, од чега је 284 милиона активно.

## Твитови
У свом основном значењу, твитови су текстуалне поруке не дуже од 280 карактера. Поруке се објављују на корисниковом профилу, те испоручују другим корисницима који су се пријавили да их добијају. Они који шаљу твитове могу да ограниче испоруку само на оне из свог круга пријатеља, док је услуга у старту подешена тако да шаље уносе свима који се на њих пријаве. Корисници могу слати твитове преко Twitter-ovog сајта, путем СМС-a или РСС-а (само примање твитова), или помоћу бројних других апликација које слободно развијају корисници-програмери, као што су Tweetie, Twitterrific, Twitterfon, TweetDeck и Feedalizr. 
Услуга је бесплатна преко интернета, али слање и примање уноса преко СМС-а може бити наплаћено од стране телефонског провајдер. 

## Популарност
Од марта 2009. године, Twitter је забележио раст популарности у свету. Twitter се често описује као 'интернетски СМС' у том смислу да сајт пружа могућност корисницима да шаљу и примају нове уносе помоћу разних алата, тако да често није ни потребно користити сам оригинални сајт. Ова флексибилност је омогућила сајту да добије већу популарност него што би то био случај да су корисници били приморани да посећују оригинални сајт како би користили ову услугу.
Корисник, односно корисница Twitter услуга,  неформално се назива твитераш, односно твитерашица.

## Употреба
Твитови могу да садрже ознаке, тагове (енгл. tags), састављене од појма са префиксом # (енгл. hashtag — хештег), попут #serbia. На овај начин се омогућава проналажење твитова на одређену тему једноставним тражењем употребљене ознаке.
Знак @ испред корисничког имена, попут @корисничко_име, користи се за упућивање реплике одређеном кориснику, или више њих. Твитове који почињу са @корисничко_име могу видети сви остали корисници, али се такве поруке сматрају директном репликом кориснику чији је надимак први у низу.
За упућивање директне (приватне) поруке неком кориснику користи се мало латинично слово d испред корисничког имена особе којој се порука шаље (нпр: d корисничко_име порука). Овако послате твитове може видети само особа којој је порука послата.

## Историја

### Стварање и првобитна реакција
Twitter-ови корени потичу од „целодневних седница у којима су се бомбардовале идеје” од стране чланова одбора компаније која је тада радила подкастинг. Дорси, тадашњи апсолвент на Њујоршком универзитету преставио је идеју где би једна особа могла да користи СМС сервис да комуницира са мањом групом људи. Оригинално кодно име за сервис је било twttr за чије кориштење је Вилиамс касније признао заслуге Ноји Гласу, а инспирација је добијена од сервиса Фликер и пето-знаковног ограничења за америчке кратке бројеве. Програмери су првобитно размишљали о кориштењу кода "10958" али су га касније промјенили у „40404” због „лакшег кориштења и памћења”. Рад на пројекту је почео 21. марта 2006. године, када је Дорси објавио први твит у 21:50 по локалном времену те је твит гласио: „just setting up my twttr” (само подешавам свој twtrr). Дорси је објаснио порекло имена „Twitter”:
...дошли смо до идеје да користимо реч „Twitter” и била је у потпуности савршена. Дефиниција је била „кратак прасак недоследне информације” и „цвркут птица”. И то је управо оно што је производ био.
Први Twitter прототип, који су развили Дорси и тадашњи предузетник Флоријан Вебер, је био кориштен унутар фирме за Одео запослене те је завршна верзија јавно престављена 15. јула 2006. године.
У октобру 2006, Биз Стоун, Еван Вилијамс, Дорсез и остали чланови компаније Одеа су створили Обвијус корпорејшон и извршили аквизицију над компанијом Одеа, заједно са њеним услугама које су укључивале Odeo.com и Twitter.com од инвеститора и деоничара. Вилијам је отпустио Гласа, који је био ћутљив о свом утицају на почетак Twitter-а све до 2011. године. Twitter се одвојио као самостална компанија у априлу 2007. године. Вилијамс је пружио увид у нејасноћу која је дефинисала рани период у интервјуу из 2013. године:
Што се тиче Twitter-а, није било јасно за шта је тачно требало да буде кориштен. Неки су га звали друштвеном мрежом, неки микроблог алатом, али га је било тешко дефинисати, јер није ништа замењивао. Ту је био неки пут откривања за тако нешто, где је након одређеног времена откривене шта је у ствари. Twitter се променио од онога што смо ми мислили да је био у почетку, кога смо ми описали као ажурирање статуса и друштвену алатку. То је било то, бар донекле, али и увиђај до ког смо коначно дошли је био да је Twitter више био информациона мрежа него друштвена мрежа.
Крајна тачка преокрета за Twitter-ову популарност је била на конференцији „Југ до југоистока интерактивно” (SXSWi), 2007. године. Током тог догађаја, употреба Twitter-а је порасла са 20.000 твитова дневно на 60.000. „Twitter-ови запослени су паметно поставили два плазма екрана од 60 инча у ходнике конференције, на којима су се искључиво могли видети твитови”, напоменуо је Стивен Ливи за Њузвик.
Реакција на конференцији је била позитивна. Блогер Скот Бејл је рекао да је Twitter „апсолутно растурио” на конференцији SXSWi. Истраживач друштвеног софтвера Дана Бојд је рекла да је Twitter преовладао конференцијом. Екипа из Twitter-а је добила фестивалову награду за веб, те изјавила да „би се хтели захвалити у 140 слова или мање. И управо јесмо!”
Први твит који је био објављен ван Земље је био са Међународне свемирске станице од стране НАСА астронаута Т. Ј. Кримера 22. јануара 2010. године. Већ крајем новембра 2010. године, просечно око десет ажурирања је бивало објављено сваки дан са заједничког корисничког рачуна @NASA_Astronauts. У аугусту 2010. године, компанија је поставила Адама Бејна који је радио за Fox Audience Network под власништвом News Corp. организације као председника прихода.
Твитер је октобра 2022. за 44 милијарде долара купио Илон Маск.

## Изглед и особине

### Верификовани налози
У јуну 2009. године, након што га је Кање Вест критиковао и Tony La Russa тужио због неовлашћених налога које воде имитатори, Twitter је покренуо њихов програм 'Верификовани налози'. Twitter је изјавио да налог са значком за верификацију 'плава ознака' означава 'да смо били у контакту са особом или ентитетом који је заступа и потврдио да је одобрен.' Након бета периода, Twitter је у својим често постављаним питањима навео да компанија 'континуирано проактивно верификује рачуне како би корисницима олакшала проналажење кога траже' и да 'не прихватају захтеве за верификацију од шире јавности'.
У јулу 2016. године, Twitter је најавио поступак јавне пријаве за додељивање верификованог статуса налогу 'ако се утврди да је од јавног интереса', али да таj верификовани статус 'не подразумева одобрење'. Од новембра 2017. године, Twitter је наставио да негира верификацију Џулијанa Асанжa након његових захтева. У новембру 2017, компанија је обуставила поступак верификације и најавила планове за његово дорађивање као одговор на реакцију након што је белцу националисти Jason Kessler верификован налог на Twitter-у.
Верификовани статус омогућава приступ неким функцијама недоступним другим корисницима, као што је приказивање само помињања са других верификованих налога.
У директном стриму 8. марта 2018. године на Twitter-овом Перископ-у, Дорси је разговарао о идеји да било ком кориснику дозволи да добије верификовани налог. 'Намера је да се верификација отвори свима и да се то уради на начин који је скалабилан тамо где [Twitter] није на путу', рекао је Дорси. 'А људи могу да верификују више чињеница о себи, а ми не морамо да будемо судија или да подразумевамо било какву пристрасност према себи.'

### Анкете
је, 2015. године, почео да објављује могућност додавања анкетних питања твитовима. Биралишта су отворена до 7 дана, а гласачи нису лично идентификовани.
У почетку су анкете могле да имају само две опције са највише двадесет знакова по опцији. Касније , додата је могућност додавања четири опције са до 25 знакова по опцији.

### Архивирање налога
је, октобра 2019. године, понудио две различите методе за архивирање података о сопственом Twitter налогу. Те методе имају своје индивидуалне предности и недостатке. Од августа 2019. године,  доступан је само потоњи метод архивирања.

## Статистика

### Кориснички налози са великим бројем пратилаца
Ажурирано: 17. новембар 2024. године, десет Twitter налога са највише следбеника су:
| Ранк | Име налога       | Власник            | Пратилаца (милиони) | Активност                 | Држава |
| ---- | ---------------- | ------------------ | ------------------- | ------------------------- | ------ |
| 1    | @elonmusk        | Илон Маск          | 204                 | Бизнисмен и власник       | САД    |
| 2    | @BarackObama     | Барак Обама        | 132                 | Бивши председник САД      | САД    |
| 3    | @Cristiano       | Кристијано Роналдо | 114                 | Фудбалер                  | ПОР    |
| 4    | @justinbieber    | Џастин Бибер       | 110                 | Музичар                   | КАН    |
| 5    | @rihanna         | Ријана             | 108                 | Музичарка и пословна жена | БАР    |
| 6    | @katyperry       | Кејти Пери         | 106                 | Музичарка                 | САД    |
| 7    | @narendra modi   | Нарендра Моди      | 104                 | Премијер Индије           | ИНД    |
| 8    | @taylorswift13   | Тејлор Свифт       | 95                  | Музичарка                 | САД    |
| 9    | @realDonaldTrump | Доналд Трамп       | 94                  | Садашњи председник САД    | САД    |
| 10   | @ArianaGrande    | Аријана Гранде     | 85                  | Музичарка и глумица       | САД    |

### Најстарији налози
Најстарији Twitter налози су 14 налога који су постали активни 21. марта 2006. године, а који су у то време припадали запосленима у Twitter-у, укључујући @jack (Џек Дорси), @biz (Биз Стоун), и @noah (Ноа Глас).